# ウィリアムズ・FW07
ウィリアムズ・FW07 (Williams FW07) は、ウィリアムズがF1世界選手権参戦用に開発したフォーミュラ1カー。パトリック・ヘッドが設計し、1979年から1982年にかけて使用された。

## FW07

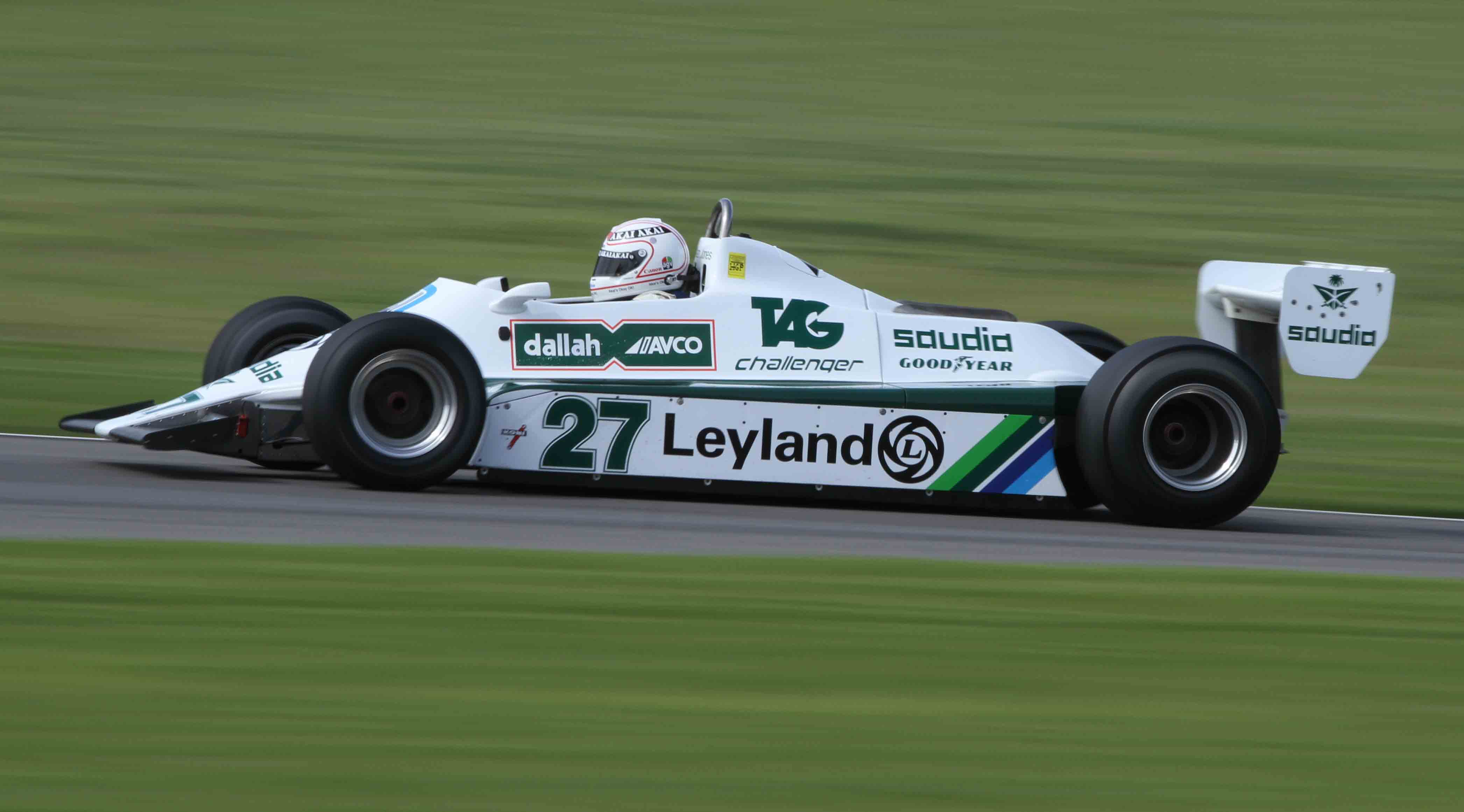
FW07（2010年撮影）

FW07はウィリアムズとしては初めて製作するグラウンド・エフェクト・カー（ウィングカー）だった。パトリック・ヘッドは技術的な冒険をせず、ウィングカーの成功作であるロータス・79をつぶさに観察し、その設計を把握した上でデザインを行った。その作業をエンジニアのニール・オートレイやフランク・ダーニーが手伝った。
FW07の外見はロータス・79に酷似していたが、コンセプトを進化させる細かな配慮がなされていた。ヘッドはウィングカーの成功の鍵として、強大なダウンフォースに耐えられる堅牢なシャーシが必要であることを理解し、アルミハニカムを素材とする剛性の高い細身のモノコックを設計した。サイドポンツーン下縁にはバネ式のスライディングスカートを吊るし、ベンチュリ構造の気密性を保った。車重590kgのFW07が時速180km前後で走行すると、床下では1800〜2250kgものダウンフォースが発生し、車体は路面に吸い寄せられた。
ウィリアムズは中東のスポンサーを獲得して運営面も安定し、1979年から2カーエントリーで参戦。序盤戦はFW06を使用し、第5戦スペインGPから新車FW07を投入した。第9戦イギリスGPではアラン・ジョーンズがポールポジション (PP) を獲得。決勝でジョーンズはリタイアしたが、チームメイトのクレイ・レガツォーニが優勝し、ウィリアムズにとって念願のF1初優勝を達成した。
その後、ジョーンズの3連勝などシーズン後半戦は最速のマシンとなり、通算5勝・2PP・3ファステストラップ (FL) を記録した。コンストラクターズランキングはフェラーリに次ぐ2位に浮上し、ウィリアムズは弱小チームからトップコンテンダーに昇格した。
1980年にはプライベーターのRAMレーシングに売却された。4名のドライバーがエントリーしたが、予選通過を果たしたのはルパート・キーガン（4戦）のみだった。

## FW07B
1980年シーズンにはモノコックを補強し、サイドウィングをリアサスペンション後方まで延長した改良型のFW07Bが登場した。初期には空力的な不安定さがみられ、第5戦ベルギーGPからアンダーサイドを短くした仕様が投入された。

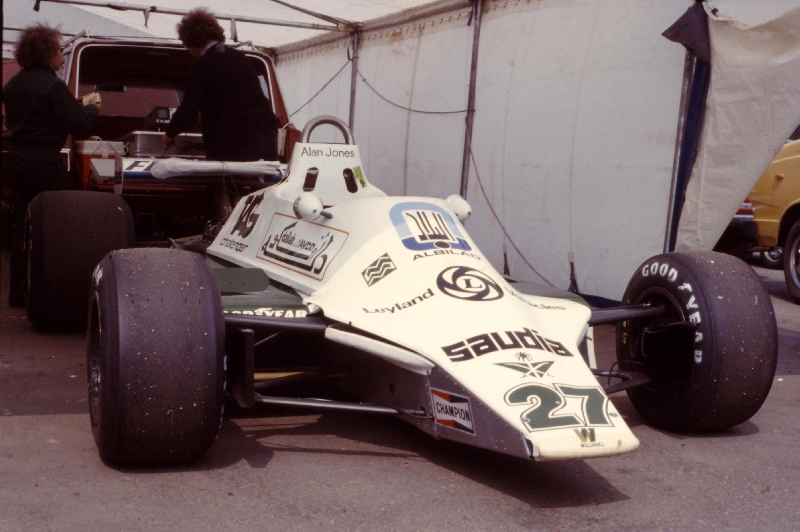
FW07B（1980年ベルギーGP）

レースによってはフロントウィングを外して出走した。
フォード・コスワース・DFVエンジンのプレートには通常ならば"FORD"と刻印されるが、ウィリアムズの場合は自動車メーカーのブリティッシュ・レイランドがスポンサーに付いたため"COSWORTH"と記されていた。
ジョーンズは5勝・3PP・5FLを獲得し、ブラバムのネルソン・ピケをしのいで自身初のドライバーズチャンピオンに輝いた。新加入のカルロス・ロイテマンも1勝し、翌年にかけて15戦連続入賞という当時の新記録を作った。ウィリアムズはリジェに2倍近いポイント差をつけて、チーム創設以来初のコンストラクターズタイトルを獲得した。

## FW07C

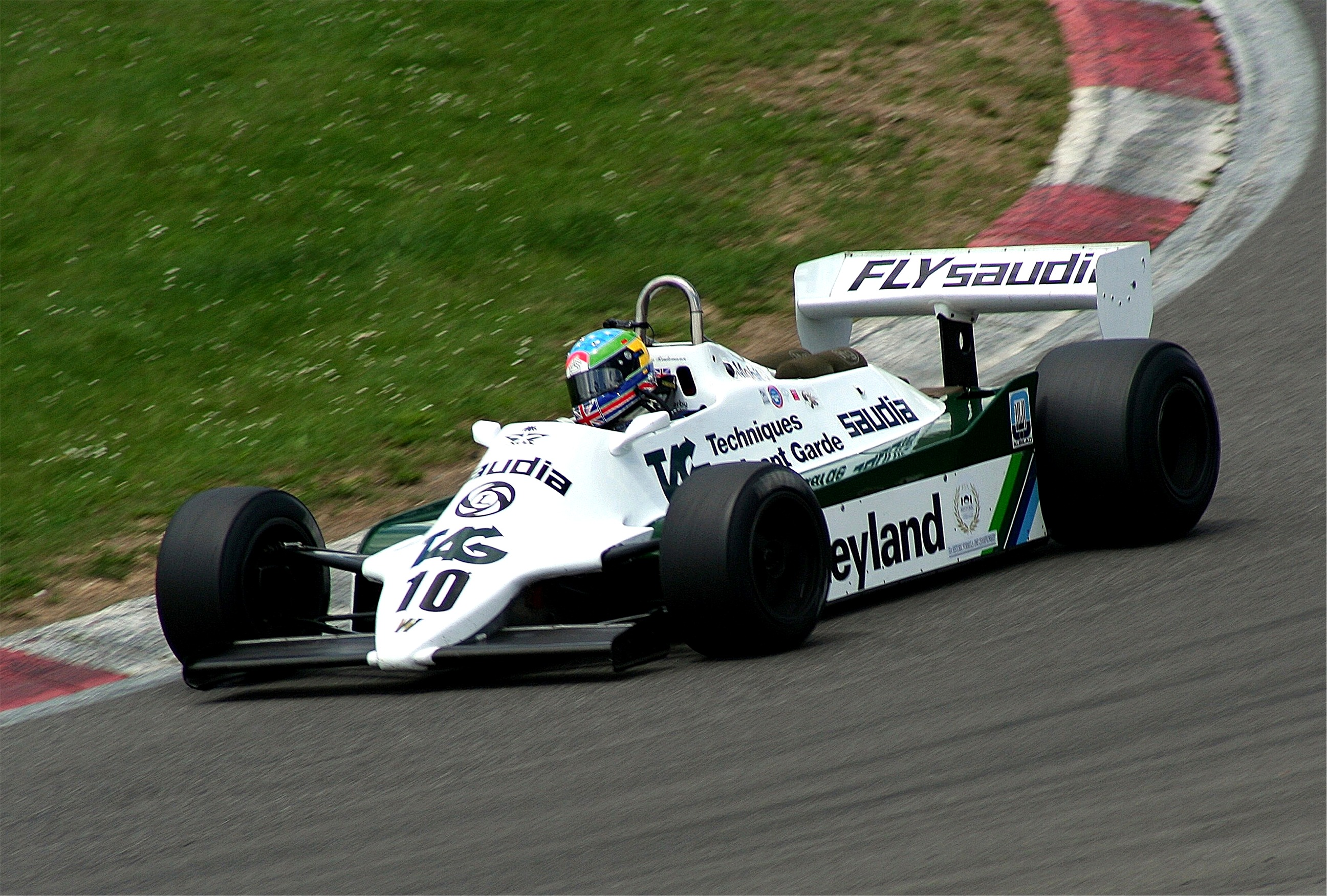
FW07C（2007年撮影）

FW07Cは1981年に導入された「スライディングスカート禁止、最低地上高60mm」という規定に適合するようモディファイされた。しかし、ブラバムが走行中にサスペンションを調節して車高を下げる裏技を用いたため、ウィリアムズもこれに追随した。強力なターボエンジンに対抗するため、DFVエンジンはエンジン・ディベロップメント（ジャッド）のチューニングを受けていた。
開幕前にグッドイヤータイヤが撤退したため、第7戦スペインGPまではミシュランタイヤを装着した。第8戦以降は復帰したグッドイヤータイヤを装着した。
開幕2戦連続ワンツーフィニッシュと好調なスタートを切ったが、第2戦ブラジルGPではロイテマンがチームオーダーに従わず優勝し、以後、ジョーンズとの関係は険悪になった。コンストラクターズタイトルは連覇したが、チームメイト同士の対立が災いし、ドライバーズタイトルはブラバムのピケのものになった。

## FW07D
FW07Dは1981年シーズン後半戦、ジョーンズのマシンとして投入され、シーズン後にはフロント2輪・リア4輪のタイヤを付けた6輪車のテストベッドとされた。試験走行の結果を踏まえて、後継モデルのFW08は6輪車へのスイッチを前提に設計された。
1982年は開幕戦から2台のFW07Dが投入された。第2戦ブラジルGPでは新加入のケケ・ロズベルグが2位フィニッシュしたが、レース後ブレーキ冷却水を注ぎ足したことが車両重量規定違反とされ、失格処分となった。ロイテマンはこのレースを最後に引退。FW07シリーズのラストレースとなった第3戦アメリカ西GPはマリオ・アンドレッティがスポット参戦した。

## 記録
ワークスチームのウィリアムズのみ結果を記す。

### 1979年
| 年   | No. | ドライバー     | 1   | 2   | 3   | 4   | 5   | 6   | 7   | 8   | 9   | 10  | 11  | 12  | 13  | 14  | 15  | ポイント | ランキング |
| 年   | No. | ドライバー     | ARG | BRA | RSA | USW | ESP | BEL | MON | FRA | GBR | GER | AUT | NED | ITA | USE | CAN | ポイント | ランキング |
| ---- | --- | -------------- | --- | --- | --- | --- | --- | --- | --- | --- | --- | --- | --- | --- | --- | --- | --- | -------- | ---------- |
| 1979 | 27  | ジョーンズ     |     |     |     |     | Ret | Ret | Ret | 4   | Ret | 1   | 1   | 1   | 9   | 1   | Ret | 75 (4)   | 2位        |
| 1979 | 28  | レガッツォーニ |     |     |     |     | Ret | Ret | 2   | 6   | 1   | 2   | 5   | Ret | 3   | 3   | Ret | 75 (4)   | 2位        |

- 太字はポールポジション、斜字はファステストラップ。(key)
- 第4戦まではFW06を使用、ポイントの（ ）内はFW06で獲得した得点。

### 1980年
| 年   | No. | ドライバー | 1   | 2   | 3   | 4   | 5   | 6   | 7   | 8   | 9   | 10  | 11  | 12  | 13  | 14  | ポイント | ランキング |
| 年   | No. | ドライバー | ARG | BRA | RSA | USW | BEL | MON | FRA | GBR | GER | AUT | NED | ITA | USE | CAN | ポイント | ランキング |
| ---- | --- | ---------- | --- | --- | --- | --- | --- | --- | --- | --- | --- | --- | --- | --- | --- | --- | -------- | ---------- |
| 1980 | 27  | ジョーンズ | 1   | 3   | Ret | Ret | 2   | Ret | 1   | 1   | 3   | 2   | 11  | 2   | 1   | 1   | 120      | 1位        |
| 1980 | 28  | ロイテマン | Ret | Ret | 5   | Ret | 3   | 1   | 6   | 3   | 2   | 3   | 4   | 3   | 2   | 2   | 120      | 1位        |

- 太字はポールポジション、斜字はファステストラップ。(key)

### 1981年
| 年   | No. | ドライバー | 1   | 2   | 3   | 4   | 5   | 6   | 7   | 8   | 9   | 10  | 11  | 12  | 13  | 14  | 15  | ポイント | ランキング |
| 年   | No. | ドライバー | USA | BRA | ARG | SMR | BEL | MON | ESP | FRA | GBR | GER | AUT | NED | ITA | CAN | CPL | ポイント | ランキング |
| ---- | --- | ---------- | --- | --- | --- | --- | --- | --- | --- | --- | --- | --- | --- | --- | --- | --- | --- | -------- | ---------- |
| 1981 | 1   | ジョーンズ | 1   | 2   | 4   | 12  | Ret | 2   | 7   | 17  | Ret | 11  | 4   | 3   | 2   | Ret | 1   | 95       | 1位        |
| 1981 | 2   | ロイテマン | 2   | 1   | 2   | 3   | 1   | Ret | 4   | 10  | 2   | Ret | 5   | Ret | 3   | 10  | 8   | 95       | 1位        |

- 太字はポールポジション、斜字はファステストラップ。(key)

### 1982年
| 年   | No. | ドライバー     | 1   | 2   | 3   | 4   | 5   | 6   | 7   | 8   | 9   | 10  | 11  | 12  | 13  | 14  | 15  | 16  | ポイント | ランキング |
| 年   | No. | ドライバー     | RSA | BRA | USW | SMR | BEL | MON | USA | CAN | NED | GBR | FRA | GER | AUT | SUI | ITA | CPL | ポイント | ランキング |
| ---- | --- | -------------- | --- | --- | --- | --- | --- | --- | --- | --- | --- | --- | --- | --- | --- | --- | --- | --- | -------- | ---------- |
| 1982 | 5   | ロイテマン     | 2   | Ret |     |     |     |     |     |     |     |     |     |     |     |     |     |     | 58 (44)  | 4位        |
| 1982 | 6   | ロズベルグ     | 5   | DSQ | 2   |     |     |     |     |     |     |     |     |     |     |     |     |     | 58 (44)  | 4位        |
| 1982 | 5   | アンドレッティ |     |     | Ret |     |     |     |     |     |     |     |     |     |     |     |     |     | 58 (44)  | 4位        |

- 太字はポールポジション、斜字はファステストラップ、DSQは失格。(key)
- 第4戦以降はFW08を使用、ポイントの（ ）内はFW08で獲得した得点。

## ノンタイトル戦
1980年から1982年にかけて、F1の運営を巡るFISAとFOCAの政治的対立が過熱した。そのあおりで、FOCA系チームのみが参加した1980年第7戦スペインGPと1981年開幕戦南アフリカGPが選手権から除外された。この2レースはいずれもウィリアムズが優勝していた。
- 1980年スペインGP（ハラマ） - 優勝：アラン・ジョーンズ（ウィリアムズ・フォード）
- 1981年南アフリカGP（キャラミ） - 優勝：カルロス・ロイテマン（ウィリアムズ・フォード）